# William Wright
William Franklin Wright ( marzo 1735, Crieff, Perthshire, Escocia - 19 de septiembre de 1819, Edimburgo ) fue un médico y botánico escocés.
Hace sus estudios en la Universidad de Edimburgo y se doctora en medicina en St Andrews. Aprende cirugía con Falkirk en Escocia. Se embarca como cirurjano de a bordo en 1760. Es asistente del Dr Gray en Jamaica en 1764, permaneciendo en la isla hasta 1777.
En 1778, es nombrado miembro de la Royal Society, y participa de numerosas sociedades científicas como la Sociedad linneana de Londres (miembro asociado en 1807), la Escuela Real de Medicina de Londres (que dirige en 1801).
Se enrola en la Armada británica en 1779, y es tomado prisionero por los franceses. Retorna a Jamaica en 1782 y al año siguiente, es médico jefe de la colonia. Se instala en 1785 en Edimburgo.
Participa en la expedición conducida por Sir Ralph Abercromby (1734-1801) de 1796 a 1798 que explora el Caribe.
Publica numerosos artículos de medicina y colecta, en Jamaica, una importante colección de historia natural. Describe más de 750 especies vegetales.

## Honores
- 12 de marzo de 1778: miembro de la Royal Society

### Epónimos
William Roxburgh (1759-1815) le dedica el género botánico Wrightea de la familia de las Palmae.
Dawson Turner (1775-1858) la especie Fucus wrightii (hoy Gracilaria wrightii) de la familia de las Gracilariaceae.

## Fuente
- Ray Desmond. 1994. Dictionary of British and Irish Botanists and Horticulturists includins Plant Collectors, Flower Painters and Garden Designers. Taylor & Francis, & The Natural History Museum (Londres).
- Traducción de los Arts. en lengua inglesa y francesa de Wikipedia.

- La abreviatura «W.Wright» se emplea para indicar a William Wright como autoridad en la descripción y clasificación científica de los vegetales.[1]